# ردمان (مدينة المحويت)

تعديل مصدري - تعديل

ردمان هي إحدى قرى عزلة المحويت بمديرية مدينة المحويت التابعة لمحافظة المحويت، بلغ تعداد سكانها 285 نسمة حسب تعداد اليمن لعام 2004.